# 26629 Цаллер
26629 Цаллер (26629 Zahller) — астероїд головного поясу, відкритий 12 квітня 2000 року.
Тіссеранів параметр щодо Юпітера — 3,345.